# World Gone Crazy (Doobie Brothers)
World Gone Crazy is een studioalbum uit 2010 van The Doobie Brothers. Bij dit album werden leden van het begin weer met elkaar herenigd. De muziek lijkt dat ook sterk op de muziek die de Doobies maakten in het begin van de jaren ‘70. Johnston, Simmonds en Templeman drukten toen ook hun stempel op de muziek. Het duurde behoorlijk lang voordat het album op de markt kwam, volgens Templeton was hij er wel 5 jaar mee bezig. Dat het allemaal niet zo vlot meer gaat bij de Doobies blijkt wel aan het aantal geluidsstudios waar de muziek is opgenomen: Sunset Sound, The Village, Glenwood Place, Lizard Rock Studio, The Boogie Motel, Studio D Sausolito, NRG en Paia Town Studio. Het album verkocht goed in de Verenigde Staten; het kwam binnen op plaats 39 in de Billboard Album Top 200, In Nederland en het Verenigd Koninkrijk viel het buiten de album top 100.

## Musici
- Pat Simmons – gitaar, zang
- Tom Johnston – gitaar, zang
- John McFee – gitaar, viool, mandoline, banjo, achtergrondzang
- Michael Hossack – slagwerk, percussie

Met een hele rij gastmusici:
- Michael McDonald, Amy Holland McDonald, Gail Swanson – zang Don’t day goodbye
- Willie Nelson – zang I know we won
- Norton Buffalo – harmonica op Don’t day goodbye
- Mark Russo, Mic Gillette – blaasinstrumenten op World gone crazy, New York dream
- Guy Allison – wurlitzer-orgel op diverse tracks
- Bob Glaub – basgitaar alle tracks behalve I know we won
- Bill Payne – piano, orgel op diverse tracks
- Kim Bullard – toetsinstrumenten op diverse tracks
- James Hutchinson – basgitaar I know we won
- Gregg Bissonette – drums World gone crazy en Young man’s game
- Joey Waronker – drums My baby
- Dorian Holley – zang A brighter day,New York dream,My baby
- Nayamma Holley – zang op A brighter day, New York dream
- Daryl Phinnessee – zang op A brighter day, My baby
- Siedah Garrett – zang op A brighter day
- Tim James – zang op Old Juarez
- Karl Perazzo (Santana) – percussie op diverse tracks
- Ted Templeman – tamboerijn op Chateau
- Ross Hogarth – gitaar en drums
- Tim Pierce – gitaar World gone crazy
- Cameron Stone – cello op Far from home

## Muziek
| Nr. | Titel                                  | Schrijver(s) | Duur |
| --- | -------------------------------------- | ------------ | ---- |
| 1.  | A brighter day (Johnston)              |              | 3:54 |
| 2.  | Chateau (Simmons, Templeman)           |              | 4:18 |
| 3.  | Nobody (Johnston)                      |              | 4:35 |
| 4.  | World gone crazy (Johnston)            |              | 5:10 |
| 5.  | Far from home (Simmons, Templeman)     |              | 3:45 |
| 6.  | Young man's game (Johnston)            |              | 5:32 |
| 7.  | Don't say goodbye (Simmons, Templeman) |              | 4:53 |
| 8.  | My baby (Johnston)                     |              | 4:03 |
| 9.  | Old Juarez (Johnston)                  |              | 3:47 |
| 10. | I know we won (Willie Nelson, Simmons) |              | 4:05 |
| 11. | Law dogs (Johnston)                    |              | 3:10 |

Van het album verscheen Nobody als single, het is een nieuwe versie van de debuutsingle van de Doobies uit 1971.